# Ren Yamakawa
Ren Yamakawa (japanisch 山川 廉 Yamakawa Ren; * 7. Juli 1998 in der Präfektur Nara) ist ein japanischer Fußballspieler.

## Karriere
Ren Yamakawa erlernte das Fußballspielen in den Jugendmannschaften von Athpegas Ikoma und Vissel Kōbe sowie in der Universitätsmannschaft der Pädagogischen Hochschule Osaka. Seinen ersten Profivertrag unterschrieb er am 1. Februar 2021 bei Iwate Grulla Morioka. Der Verein aus Morioka, einer Stadt in der Präfektur Iwate, spielte in der dritten japanischen Liga, der J3 League. Sein Drittligadebüt gab Ren Yamakawa am 3. April 2021 im Heimspiel gegen den FC Imabari. Hier wurde er in der 78. Minute für den Brasilianer Brenner eingewechselt. Ende der Saison 2021 feierte er mit Iwate die Vizemeisterschaft und den Aufstieg in die zweite Liga. Am Ende der Saison 2022 belegte er mit Iwate Grulla Morioka den letzten Tabellenplatz und musste in die dritte Liga absteigen.

## Erfolge
Iwate Grulla Morioka
- Japanischer Drittligavizemeister: 2021  ▲